# Pilar Aranda Nicolás
Pilar Aranda Nicolás (Zaragoza, 28 de junio de 1914–Madrid, 19 de mayo de 1997), fue una pintora y ceramista española dentro de la segunda Escuela de Vallecas, y que desarrolló parte de su actividad artística en Venezuela. Hermana de la escritora Rosa María Aranda, se casó con el también pintor Francisco San José.

## Biografía
Pilar Aranda Nicolás nació el 28 de junio de 1914 en Zaragoza, Aragón, España, fue una de los seis hijos del matrimonio formado por Manuel Aranda, monárquico y empresario de la madera, y María Nicolás, una dama republicana que inculcó la pasión por el arte a sus hijos. Se trasladó durante varios años a San Sebastián con su familia, hasta que en 1934 ella se trasladó a Madrid para ingresar en la Escuela de Cerámica Francisco Alcántara con maestros como Jacinto Alcántara (hijo del institucionista Francisco Alcántara Jurado) y Carlos Moreno. Tras una estancia en Italia, se instaló Madrid, en cuyo estudio de la calle Fuenclara, en Madrid, se dieron cita y tertulia personajes como Federico Torralba, José Camón Aznar, el pintor Javier Ciria, Pilar Bayona, Santiago Lagunas y el poeta Juan Eduardo Cirlot.
En 1943, a través del pintor jienense Rafael Zabaleta, conoce al también pintor Francisco San José, que se convertiría en su compañero, y con quien se casará en mayo de 1956, tomando la decisión de emigrar en agosto de ese mismo año a Venezuela. En Caracas, tras algunas apreturas y muchos trabajos circunstanciales, crearon la Escuela del Bosque ("cantera de jóvenes generaciones de pintores venezolanos").
En 1972 deciden regresar a España, instalándose en Madrid y pasando largas temporadas en Olmeda de las Fuentes. En 1981, a los 62 años San José muere de cáncer en Madrid. Depositaria del legado artístico común y defensora de la memoria de su esposo, Pilar fue imprescindible en la exposición antológica le dedicarion en el Centro Cultural Conde Duque de Madrid, en 1995.
Falleció a los 82 años, el 19 de mayo de 1997 en Madrid.

## Obra y reconocimientos
Autora de depurados retratos a la acuarela, paisajes y bodegones, su obra incluye trabajos de decoración y cerámica.
En el barrio Oliver de Zaragoza tiene dedicada una calle con su nombre.